# Distrito de Coracora
El distrito de Coracora es uno de los ocho distritos que conforman la provincia de Parinacochas, ubicada en el departamento de Ayacucho, bajo la administración del Gobierno Regional de Ayacucho, en el Perú.

## Historia
El distrito fue creado en los primeros años de la República. Su capital es la ciudad de Coracora.

## Geografía
Tiene una población de 14 769 habitantes (7 198 hombres y 7 571 mujeres).

## División administrativa
Centros poblados
- Urbanos
  - Coracora, con 10 131 hab.
- Rurales
  - Pampamarca, con 227 hab.
  - Huayllani, con 245 hab.
  - Aycara, con 277 hab.
  - Paucaray, con 173 hab.
  - Huallhua, con 172 hab.

Anexos
- Muchapampa, Ilcococha, Huaccepampa, Ccasaccahua, Huayllani, Huallhua, Aycara y Lomaspata
- Caseríos: Huschalli, Tarcanayocc, Chaculli, Ccañahuaycco

## Autoridades

### Municipales
- 2019 - 2022[2]
  - Alcalde: Walter Antayhua Cuadros, de Qatun Tarpuy.
  - Regidores:

  1. Inti Bernaola Torres (Qatun Tarpuy)
  2. Gina Balbina López Silva (Qatun Tarpuy)
  3. Virtudes Erika Vásquez Taipe (Qatun Tarpuy)
  4. Pedro Limascca Coqchi (Qatun Tarpuy)
  5. Manuel Dimicio Huamaní Alata (Qatun Tarpuy)
  6. Remigio Ccerhuayo Verdi Sex Libre (Musuq Ñan)
  7. Fabián Espinoza Torres (Musuq Ñan)

### Policiales
- Comisario: Mayor Francisco Ruben Seminario Chávez

## Festividades
Festividad de la Virgen de las Nieves. Agosto de cada año